# Sergio Corbucci
Sergio Corbucci (Róma, 1927. december 6. – Róma, 1990. december 1.) olasz filmrendező, aki hírnevét elsősorban spagettiwesternjeinek köszönhette. Testvére, Bruno Corbucci szintén rendezői pályán tevékenykedett. A legjobb barátja volt Sergio Leonénak.
Filmes karrierje először ókori témájú filmekkel indult, azt követően kapcsolódott be az akkor még egészen új műfajnak számító spagettiwesternbe. A Franco Neróval forgatott Django nagy sikert aratott, s ma is a klasszikus mozik egyik visszatérő darabja. További sikert aratott a Halál csöndje c. újabb vadnyugati filmmel, amely filmtörténeti mérföldkő, mert a cselekménybonyolítással csaknem teljes fordulatot vett, amely merész újításnak is számított.

Neroval még később is forgatott együtt westerneket, így az Egy kincskereső Mexikóban-t vagy a Zsoldos-t. Egyébiránt 1959 körül ő is jelen volt, amikor felvetették az ötletet, hogy olasz nyelvű westernt forgassanak, s 1964-ben már forgatott egy felejthető vadnyugati filmet Leone előtt.
Corbucci Djangojával nem kevesebbet ért el, mint azt, hogy a spagettiwestern helyzete megszilárduljon a filmes szakmában. Sergio Leone színvonalát közelíti meg művészete, bár sok mindent kölcsönöz tőle, mégsem másolja. Corbucci western-világa sokkal sötétebb, a cselekmény jóval erőszakosabb és a légkör is igen nyomasztó. Szürrealista és apokaliptikus látásmódja mellett igen jellemző rá a fekete humor.
Életművében szerepelnek krimik és akciófilmek is, melyekben szociális kritikát is megfogalmaz, leginkább a baloldallal szemben.
Forgatott ezenkívül Terence Hillel és Bud Spencerrel is: az És megint dühbe jövünk ill. a Kincs, ami nincs című vígjátékokat. Hillel készült még egy alkotása, a Szuperzsaru. 1976-ban Anthony Quinn, Adriano Celentano és Corinne Cléry főszereplésével forgatta a Blöff c. akcióvígjátékot.
Jellegzetes stílusa magyar vonatkozásban is megmutatkozik. A betyár-filmjeiről híressé vált Szomjas Györgynél fedezhető fel egyrészt a film brutális külső megjelenése, másrészt jellegzetes szemlélet- és  cselekményszövési módja.
1990-ben, öt nappal a 63. születésnapja előtt hunyt el.